# Gérard Manset
Pour les articles homonymes, voir Manset.
 (mars 2016).
Si vous disposez d'ouvrages ou d'articles de référence ou si vous connaissez des sites web de qualité traitant du thème abordé ici, merci de compléter l'article en donnant les références utiles à sa vérifiabilité et en les liant à la section « Notes et références ».
Gérard Manset, né le 21 août 1945 à Saint-Cloud, est un chanteur, auteur-compositeur-interprète. Il est par ailleurs peintre, photographe et écrivain.

## Enfance, formation et vie privée
Né d'un père ingénieur dans l'aviation et d'une mère violoniste, Gérard Manset passe son enfance dans la banlieue parisienne, à Saint-Cloud, puis dans le 16e arrondissement de Paris. Il échoue au baccalauréat à cause d'une mauvaise note en français.
En 1964, il est lauréat du concours général (en dessin) et entre à l'École nationale supérieure des arts décoratifs de Paris. Le Salon d'automne l'accueille dans sa section « gravure » en 1966, année pendant laquelle il expose également au Salon des artistes français. Parallèlement, il démarche des agences de publicité avec ses dessins - sans résultat.
Il commence à jouer de la guitare, s'intéresse aussi à la batterie. Puis il emprunte à sa sœur sa méthode de piano et commence seul l'apprentissage de cet instrument.
Il est père de deux filles.

## Parcours artistique

### Les premiers disques
À cette époque, il a déjà écrit quelques chansons pour d'autres artistes français et québécois mais, n'aimant pas sa voix, se pense plus auteur et compositeur qu'interprète. Éconduit par plusieurs maisons de disques, il décide en 1968 de produire lui-même son premier 45 tours, Animal on est mal : 

« Un jour, j'ai écrit un bout de texte, sans penser que cela puisse faire l'objet d'une chanson. Je l'ai plaqué sur un accord. Un seul ! Et j'ai laissé le texte venir. C'est devenu Animal on est mal, qui est peut-être une réaction à ce qu'était la chanson à l'époque. Un ami directeur artistique s'est montré intéressé par le truc, a voulu le produire... mais il est parti en Amérique, et ça n'a pas pu se faire. Mais il m'avait foutu l'idée en tête ! Par la force des choses, je me suis débrouillé pour enregistrer et produire les titres d'un premier 45 tours : Animal, La femme-fusée et deux autres encore. »

Pathé Marconi sort le titre en mai 68, au moment du mouvement protestataire. Dans ces circonstances peu favorables, le nombre d'exemplaires vendus est minime. Pourtant, son passage en boucle à la radio, pour cause de grève radiophonique, permet de repérer ce nouveau talent.
Quelques mois plus tard, toujours en 1968, sort son premier album. Certains ont pu y déceler une sorte de recherche mystique (de Je suis Dieu à On ne tue pas son prochain). Le disque obtient un succès d'estime et il sera réédité en 1971.
L’année 1969 est marquée par plusieurs collaborations de Gérard Manset avec d’autres artistes :
- Il écrit l'intégralité des textes de l'album Chimène de René Joly (qui signe les musiques) et s'occupe aussi des arrangements de l'album. Le titre Chimène est un succès durant l'été et sera repris en 2003 par Jeanne Mas sur son album Les Amants de Castille.
- Dick Rivers décide de s'associer à lui pour L'Interrogation, un concept-album en forme de comédie musicale avec 72 musiciens formant un orchestre symphonique, dirigé par Paul Piot. Dans cet album, devenu culte avec le temps, Gérard Manset écrit et déclame les textes, une partie des chansons est écrite par Bernard Ilous et Alain Le Govic. Cependant, ce disque désarçonne les fans de Dick Rivers par la variété des styles musicaux abordés : bossa nova et flamenco dans La Couleur de l’amour et La Ville nue ; blues dans Le Condamné (au matin) ; folk dans J’aime une fille.. En 2016, lors de la réédition de l'album, Dick Rivers dit que c'est celui dont il est « le plus fier ».
L’année suivante, en 1970, La Mort d'Orion, un oratorio rock-symphonique aux arrangements élaborés, révèle l'originalité de Gérard Manset. Les parties de cordes très développées confèrent à l'enregistrement un certain lyrisme. Vendu (à l'époque) à 20 000 exemplaires, nombre remarquable pour un album de ce genre, c'est l'un des premiers concepts-albums français, à l'instar des Anglo-Saxons Pink Floyd ou Beatles.
Il compose la même année le générique de la série Rendez-vous à Badenberg pour l'ORTF.
En 1972, sa nouvelle production, qui porte le titre Manset (avec, au verso de la pochette, la mention « Gérard »), va être à l'origine du « mythe Manset ». Surnommé parfois Long long chemin ou l'album blanc (en référence aux Beatles), on y trouve de longues plages aériennes, toutes reliées entre elles : L'Oiseau de Paradis, Donne-moi et Jeanne, par exemple, qui forment la face 2 de ce 33 tours. Cet album ne sera réédité qu'en 2017.
La même année, il écrit et compose l'album d'Herbert Léonard Trois pas dans le silence qui passe inaperçu.
À cette époque, Manset est un des rares auteurs-compositeurs-producteurs à posséder son propre studio d'enregistrement. Il y produira de nombreux artistes, dont William Sheller (Couleurs) ou Ange (Tout feu, tout flamme).

### Premier tournant
Le titre Il voyage en solitaire, en 1975, marque un tournant dans cette œuvre naissante et pourtant déjà riche et variée. En effet, le 45 tours se vend à presque 300 000 exemplaires et figure en bonne place parmi les plus grands succès de l'époque. Ce succès dérange l'artiste, qui ne voit pas sa médiatisation d'un bon œil. En réaction, il enregistre en 1976 l'album Rien à raconter. Le titre Il voyage en solitaire, qui fut le seul à connaître un grand succès médiatique, a fait oublier de quoi était constitué l'album : des titres rock comme On sait que tu vas vite ou des titres émouvants comme Attends que le temps te vide qui, à lui seul, peut résumer l'esprit Manset.
Ce virage prend l'allure d'une rupture en 1978, avec l'album très électrique intitulé 2870. La pochette est réalisée par Hipgnosis, l'agence de design qui a signé de nombreuses pochettes, dont certaines des Pink Floyd ou de Alan Parsons Project. Il faut ouvrir un écrin de trois pochettes imbriquées pour découvrir le disque. Cet album occupe une place très à part dans l'univers de Manset. En effet, son titre éponyme 2870, de plus de 14 minutes, ne ressemble, dans la forme, à aucun autre morceau de sa carrière. Ce titre est incontestablement un des plus rock de sa discographie, à la fois par ses aspects rock progressif ou carrément avant-gardistes. Au-delà de ce titre emblématique, l'album révèle des morceaux d'anthologie comme Le Pont, Un homme une femme, Jésus, Amis....

### L'aventure
Dès lors, inspiré par ses voyages en Asie et en Amérique latine, l'artiste diversifie ses expressions artistiques : le dessin, la peinture, la photographie et la littérature sous forme de carnets de voyages et  de romans.
Lors de ses escales à Paris, il enregistre ses albums : Royaume de Siam (considéré par beaucoup comme son meilleur album) sort en 1979 et qui contient le titre Seul et chauve, très représentatif de sa première période ; L'Atelier du crabe (1981), qui contient le mini-tube Marin'bar (titre que Manset considérera comme trop commercial par la suite et dont il ne permettra la réédition en CD qu'en 1999) ; Le Train du soir, en 1981 ; et Comme un guerrier, en 1982.
Cette même année, il expose de nouvelles toiles, pour la première fois depuis seize ans, à la Maison de la culture de Bourges, puis, trois ans plus tard, à la galerie Étienne de Causans, à Paris.
1984 marque une nouvelle évolution musicale, ayant décidé de se passer de violons dans les arrangements. La place du violon dans sa musique, plutôt rock, est pourtant comme sa marque de fabrique. Tantôt plaintifs et lancinants, tantôt nappes sonores planantes, les violons confèrent à ses titres une dimension caractéristique. Il en va de même pour sa voix, qu'il transforme avec des effets de réverbération, de re-recording et autres effets sonores.
Lumières (1984) et Prisonnier de l'inutile (1985) sont issus de ces séances d'enregistrement. À l'origine, les deux albums ne devaient en faire qu'un (double) et s'appeler Ténèbres et Lumières. La nostalgie de l'enfance, la solitude, la mélancolie constituent la trame de ces deux opus qui forment un moment charnière dans la carrière de Manset. Le titre Prisonnier de l'inutile, qui donne son nom à l'album, est presque à lui seul un concentré du style de Manset depuis le début des années 1980. L'album Lumières, qui le montre sur la pochette en enfant communiant, regorge quant à lui de morceaux devenus cultes pour nombre de ses fidèles, comme le titre éponyme Lumières, de 12 minutes, qui évoque la nostalgie d'une foi perdue, l'étoile de l'enfance. Un jour être pauvre, Finir pêcheur ou encore Que deviens-tu ?, au-delà de leurs évocations, sont de celles qui accompagnent et illustrent bien le personnage à cette époque.
Exposant ses peintures en 1985, puis ses photos au printemps 1986, il prend ses distances avec la production musicale, affirmant même vouloir « être classé au rang des cadavres ». Il publie en 1987 son premier roman, Royaume de Siam, puis, dans la foulée, un livre-carnet de voyages, Chambres d'Asie. Ces deux recueils révèlent une esthétique du voyage, un regard singulier – et parfois troublant dans Royaume de Siam – sur l'exotisme et l'enfance, qui évoquent Paul Gauguin.
En 1988, à l'occasion de l'arrivée du CD, il fait savoir que l'absence de réédition de certains de ses 33 tours relève d'une démarche personnelle et volontaire. C'est l'occasion, pour lui, de retourner en studio. Il se lance dans le remixage numérique de son œuvre, écarte plusieurs anciens titres, en particulier ses trois premiers albums dans leur intégralité. Il ne conserve que cinq CD compilations, qui reprennent plus ou moins fidèlement le contenu des sept albums parus entre 1975 et 1982. Parmi les albums sacrifiés se trouve La Mort d'Orion, qui ressortira cependant en 1996.
Gérard Manset sort en 1989 un nouvel album, Matrice, œuvre résolument rock, réaliste et plus noire que jamais : « D'une époque à vomir, l'histoire dira ce qu'il faut retenir… ». Les critiques sont élogieuses et le public suit. Matrice est ainsi considéré comme l'un des meilleurs albums français de la décennie. Plus de cent mille exemplaires sont vendus.
Dix-huit mois plus tard, Manset publie Revivre. La pochette, sobre, tranche avec les thèmes abordés : les tropiques, les Indiens, l'Amazonie, etc. Le titre d'ouverture Tristes Tropiques, en est un des titres remarquables, avec notamment la chanson éponyme Revivre.
En 1994, il publie un nouveau récit, intitulé Wisut Kasat, puis La Vallée de la Paix, son quinzième album. La pochette, quasi psychédélique, est très colorée. Manset développe ses thèmes favoris et continue à ciseler des textes comme Paradis, le single extrait de l'album. Manset décrit son album comme positif, cherchant à se défaire de l'image triste qui lui colle à la peau.

### Reconnaissance
En 1996 sort l'hommage de ses pairs, Route Manset. Le projet, mené à terme grâce à l'acharnement de Bayon et d'Yves Bigot, est illustré par un dessin d'Enki Bilal et comprend les interprétations de Dick Annegarn, Salif Keita, Cheb Mami, Brigitte Fontaine, Alain Bashung, Pierre Schott, Jean-Louis Murat, Francis Cabrel, Françoise Hardy, Nilda Fernandez...
En 1998 paraît son nouvel album, Jadis et naguère. Comme le buvard boit l'encre est le single extrait de l'album. Pour la promotion, Manset se contente d'accorder des entretiens à la presse écrite. Il ne fait plus de télé depuis longtemps, et encore moins de scène. Il déclare à ce sujet : « Je trouve impudique, ridicule de chanter face à un public ».
L'année suivante, il supervise la sortie de quatre doubles CD de rééditions. L'un contient Bergère, qui devait initialement figurer sur l'album Matrice, Pavillon sous la neige, sur Comme un guerrier, et Artificiers du décadent, sur Jadis et naguère. Il sort aussi un Best of qui permet notamment de retrouver le rare titre Marin'bar.
Du 15 février au 4 mars 2000, la galerie >Auteurs a accueilli l'exposition photo La vallée de la paix. Le livre 72 heures à Angkor paraît en mai 2000 aux Éditions Les Belles Lettres, suivi d'une nouvelle exposition de photographies : Gérard Manset, De Siem Reap à Khajuraho.
Les années suivantes voient resurgir l'auteur-compositeur et le producteur. Après sa contribution à l'album À la légère de Jane Birkin, où il signe deux titres, Voyage au bout de la nuit et Et si tout était faux, il compose une chanson pour l'album d'Indochine Paradize, La Nuit des fées. Il participe également au premier disque de Raphaël (Hôtel de l'univers), puis au second (La Réalité) pour lequel il a écrit les textes de La mémoire des jours et Être Rimbaud. À la même époque, il a donné Je jouais sous un banc à Juliette Gréco et le titre de son album Aimez-vous les uns les autres ou bien disparaissez.
En mars 2004 sort un nouvel album intitulé Le Langage oublié, son premier album enregistré entièrement en numérique, qui devait faire partie d'un projet plus vaste, comprenant un livre homonyme et un second CD. Lors de la promotion – toujours minimale – pour son disque, Manset laisse échapper deux pistes : la scène comme une possibilité future et l'envie de réaliser plus souvent des albums.
Dans une interview sur la radio Ici & Maintenant, Gérard Manset dit se considérer comme un « être de refus et d'échec ».
Il participe au troisième album de Raphaël, Caravane, sorti en mars 2005, en écrivant le texte Peut-être a-t-il rêvé.
En avril 2006, il sort un nouvel album, Obok, composé de neuf chansons « écrites pour la scène ». Il cosigne avec Raphaël la chanson Comme l'eau se souvient pour Florent Pagny (Abracadabra). Pour la première fois depuis des années, il accepte qu'on publie une photo de lui en pleine page dans Paris Match et annonce qu'il entre en répétition pour un possible tour de chant en 2007.
En 2006, il est mentionné dans la chanson de Renaud, Les Bobos.
En 2008, Manset participe à l'écriture de trois titres pour l'album Bleu pétrole d'Alain Bashung : Vénus, Comme un Lego et Je tuerai la pianiste. Cet album comprend en outre une reprise de son tube Il voyage en solitaire écrit et composé en 1975. Parmi les nouveaux titres, la chanson Comme un Lego est chantée par Manset quelques mois plus tard sur son album Manitoba ne répond plus, sorti en septembre. Toujours en 2008, l'album Où s'en vont les avions ? de Julien Clerc comporte deux titres écrits par Gérard Manset : Une petite fée et Frère, elle n'en avait pas.
En 2009, Dominique A sort un titre intitulé Manset sur le disque Kick Peplum E.P..
En 2010, Manset participe au cinquième album de Raphaël, Pacific 231, avec les paroles de la chanson Manteau Jaune.
En 2011, il signe deux textes sur l'album La Claque d'Axelle Red : La liberté c'est quoi et Une maison dans le secret.
La même année, sortent trois nouveaux titres chantés et composés par Julien Clerc et écrits par Gérard Manset sur l'album Fou, peut-être : Le père dit à son fils, Sur la plage, une enfant et Je suis un grand cygne blanc.
En 2012, il écrit le titre On dit le temps pour l'album Kan An Tevenn de Gwennyn et de son complice guitariste Patrice Marzin, qui remporte le grand prix du disque du Télégramme.
Toujours en 2012, l'acteur Yvan Garouel lui dédie un concert à Paris au théâtre Essaïon, où il interprète ses chansons en y ajoutant quelques titres de Richard Desjardins, tandis que le titre Revivre (1991) est inclus dans la bande originale du nouveau film de Leos Carax, intitulé Holy Motors, présenté en compétition au Festival de Cannes 2012.
En parallèle, Manset continue ses expositions avec, en 2012, une exposition de photographies à la Galerie VU à Paris, intitulée Journées ensoleillées, qui traduit un retour vers son univers et ses voyages. Un ouvrage du même nom est édité par les Éditions Favre.
Manset signe également les textes et photographies d'un carnet de visite pour l'abbaye de Fontevraud, près de Saumur (Maine-et-Loire).
En 2013, il participe à l'album Peaux de serpent d'Axel Bauer.

### Depuis 2014
Après une collaboration de près de quarante ans avec le label EMI et dix-neuf albums publiés (ce qui en fait l'artiste français ayant eu le plus long contrat avec ce label), Gérard Manset sort le 28 avril 2014, cette fois chez Warner, un double album intitulé Un oiseau s'est posé qui reprend ses succès depuis 1968 et où il invite à chanter en duo divers artistes sur cinq des dix-huit titres : dEUS, Axel Bauer, Mark Lanegan, Paul Breslin et Raphaël. Enregistré au Palais des congrès à Paris, ce double album devait initialement proposer le concert live que Manset voulait effectuer pour l'occasion, quand il avait encore en projet de faire de la scène. Mais lors des séances de répétition et d'enregistrement réalisées sur place, il change d'avis et renonce définitivement à jouer en public, alors que ses fans l'attendent depuis longtemps sur scène. Il en restera ce double album, témoignage de la volonté de Manset d'aborder la scène. Même si le projet est avorté, le contenu enregistré au Palais des congrès donne une idée de ce à quoi aurait pu ressembler un concert de Gérard Manset. Ce double album, très proche de l'esprit d'un disque live, est donc à part.
Le 11 juillet 2015, aux Francofolies de La Rochelle, à la demande de Gérard Pont, patron du festival, Raphaël joue l'album Matrice de Manset dans son intégralité, ainsi que quelques autres chansons marquantes de son répertoire, en présence discrète de l'auteur. Le spectacle est enregistré et une partie en sera publiée par Raphaël en novembre 2015 (album Solitude des Latitudes).
En avril 2016, Gérard Manset sort l'album Opération Aphrodite qui mêle des textes du poète et romancier Pierre Louÿs, lus par Manset et Chloé Stefani, et ses propres compositions. Dès la sortie de cet album attendu, son public est partagé, notamment pour sa forme lu/chanté. Il comporte néanmoins le titre entêtant et unanimement apprécié : Que t'ont-ils fait.
En novembre 2016, il publie le monumental Mansetlandia, un coffret de dix-neuf CD qui réunit la quasi-intégralité de son œuvre musicale.
En 2017, l'Académie française lui décerne la Grande médaille de la chanson française.
Le 21 septembre 2018 sort À bord du Blossom, son vingt-deuxième album, où il intercale à nouveau des parties parlées entre les chansons.
Le spectacle théâtral et musical On voudrait revivre, écrit et interprété par Léopoldine Hummel et Maxime Kerzanet et mis en scène par Chloé Brugnon, parcourt l'univers de Manset à travers chansons et extraits d'interviews. Créé à la Comédie de Reims en novembre 2018, le spectacle tourne en France les années suivantes.

## Le mystère Manset
Le mystère qui s'est créé autour de Gérard Manset est né de la rareté de ses apparitions médiatiques, du refus de la scène (il n'a jamais donné de concert) et, peut-être surtout, du caractère sans compromission de son œuvre. Ainsi en est-il de La Mort d'Orion ou encore de CAESAR, courte œuvre en latin (extraits de la Guerre des Gaules de Jules César) tirée à cent exemplaires, hors commerce, sur un 45 tours monoface destiné aux radios. La dernière apparition de Gérard Manset à la télévision remonte à 1983, dans l'émission Les Enfants du rock où il est alors interviewé par Jacques Pradel.

## Discographie

### 45 Tours / Singles
- 1968 : Animal on est mal / L'arc-en-ciel / La dernière symphonie
- 1968 : On ne tue pas son prochain / Mon amour
- 1969 : Le père / Un jour
- 1970 : Cæsar (en français) / L'amour éternel
- 1975 : Il voyage en solitaire
- 1977 : Pas mal de journées sont passées / Pas de nom
- 1980 : Marin' bar / Manteau rouge
- 1985 : Un jour être pauvre
- 1989 : Filles des jardins
- 1989 : Matrice
- 1991 : Tristes tropiques
- 1991 : Le Lieu désiré
- 1994 : Paradis
- 2014 : Animal, on est mal

### Compilations
- 1982 : Il voyage en solitaire / Comme un guerrier (3 LP)
- 1990 : Toutes Choses (2 CD)
- 1992 : Entrez dans le rêve (Coffret 5 CD)
- 1999 : Best of (1 CD)
- 2002 : Capitaine Courageux (Longbox 3 CD)
- 2007 : Platinum Collection (3 CD)
- 2015 : Classic 2015 Alternatif Best Of (2 CD)

## Romans et carnets de voyages
- 1987 : Royaume de Siam, Éditions Aubier-Montaigne
- 1987 : Chambres d'Asie, Éditions Aubier-Montaigne
- 1994 : Wisut kasat, Les Belles Lettres
- 1994 : Aqui te espero, Les Belles Lettres
- 2000 : 72 heures à Angkor, Les Belles Lettres
- 2007 : Les Petites Bottes vertes, Gallimard
- 2008 : À la poursuite du Facteur Cheval, Gallimard
- 2011 : Visage d'un dieu inca, Gallimard (récit d’une amitié entre Manset et Alain Bashung)
- 2011 : Journées ensoleillées, Éditions Favre
- 2012 : La terre endormie, Filigranes
- 2012 : Abbaye de Fontevraud, Éditions Abbaye de Fontevraud
- 2012 : Bruxelles, Zanpano
- 2013 : Oh, ce sera beau !, collectif, Zanpano (texte et dessin)
- 2015 : Éphémère - Francofolies 1987 et 2014, Éditions Filigranes (photographies)
- 2017 : Mansetlandia 1978/2008 - escales, Éditions Favre
- 2018 : Cupidon de la nuit, Albin Michel
- 2019 : Récits barbares, Albin Michel

## Décorations
Officier de l'ordre des Arts et des Lettres (arrêté du 16 janvier 2014)